# Prefectura d'Aichi
La prefectura d'Aichi (愛知県 Aichi-ken) està localitzada a la regió de Chubu, al Japó. La capital és Nagoya.

## Història
Originalment la regió estava dividida en les tres províncies d'Owari, Mikawa i Ho. Després de l'era Taika, Mikawa i Ho es van unir en una sola entitat. El 1871, després de l'abolició del sistema Han, Owari, amb l'excepció de la península de Chita, va ser institucionalitzada com a prefectura de Nagoya, mentre que Mikawa juntament amb la península de Chita varen formar la prefectura de Nukata.
La prefectura de Nagoya va ser reanomenada prefectura d'Aichi l'abril de 1872, i unida a la prefectura de Nukata el 17 de novembre del mateix any.

## Geografia
Situada prop del centre de Honshu, l'illa principal del Japó, la prefactura d'Aichi es troba davant del golf d'Ise i el golf de Mikawa al sud, i limita amb les prefectures de Shizuoka a l'est, Nagano al nord-est, Gifu al nord i Mie a l'oest. Fa 106 km d'est a oest i 94 km de nord a sud. Amb 5.153,81 km², compta amb aproximadament l'1,36% de la superfície total del Japó. El pic més alt és el Chausuyama, a 1.415 m per sobre del nivell del mar.
La part occidental de la prefectura està ocupada per Nagoya, la quarta ciutat més gran del Japó, i els seus suburbis, mentre que la part de llevant és relativament menys densament poblada però encara conté diversos centres industrials d'importància.

### Ciutats
| - Anjō - Bisai - Chiryu - Chita - Gamagori - Handa - Hekinan - Ichinomiya - Inazawa - Inuyama - Iwakura | - Kariya - Kasugai - Komaki - Konan - Nagoya (capital) - Nishio - Nisshin - Okazaki - Obu - Owariasahi - Seto | - Shinshiro - Tahara - Takahama - Tokoname - Tokai - Toyoake - Toyohashi - Toyokawa - Toyota - Tsushima |

### Poblacions

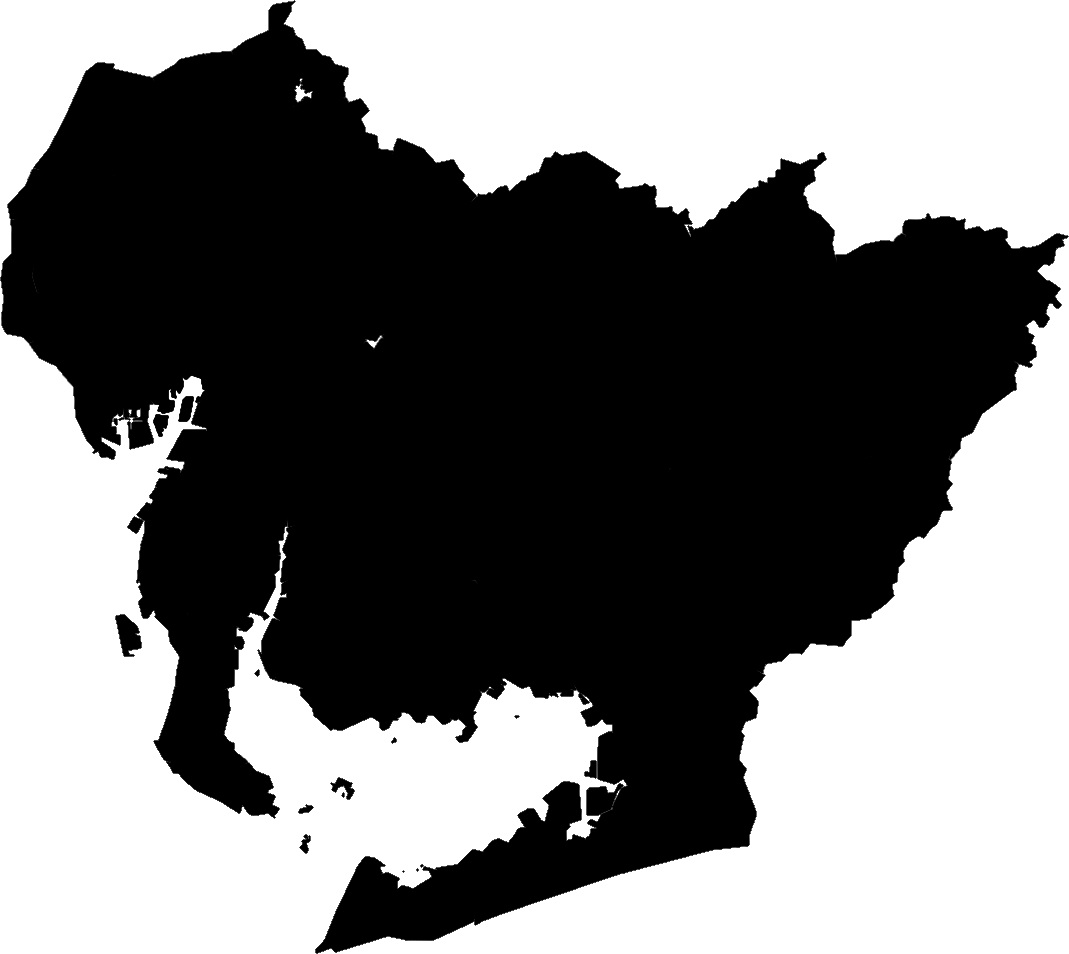
Perfil d'Aichi

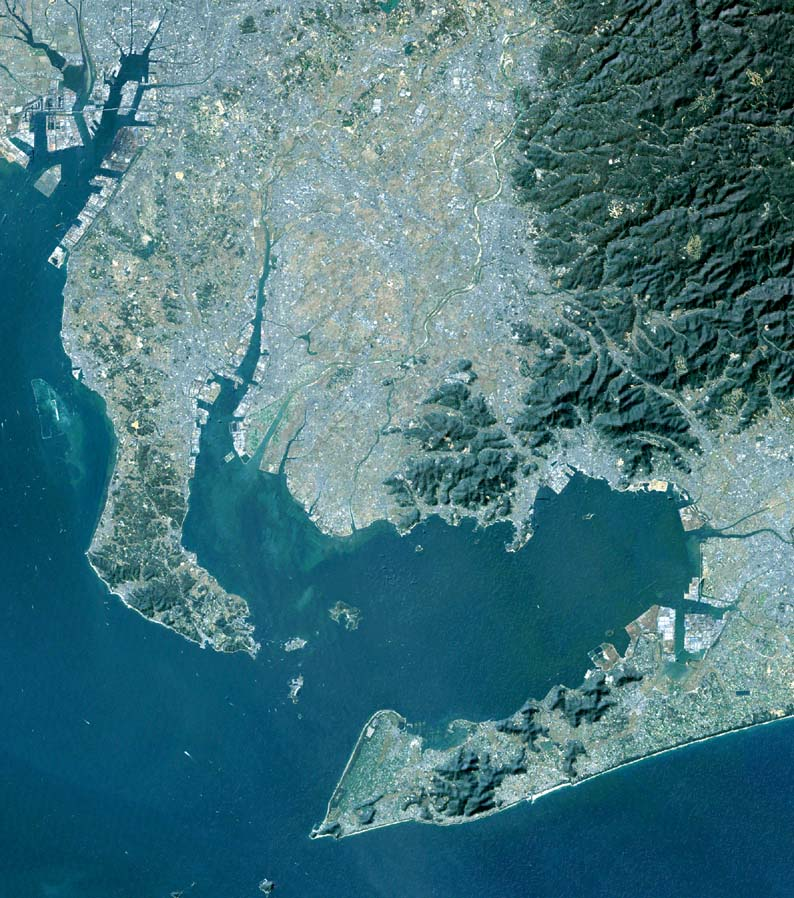
Imatge de satèl·lit

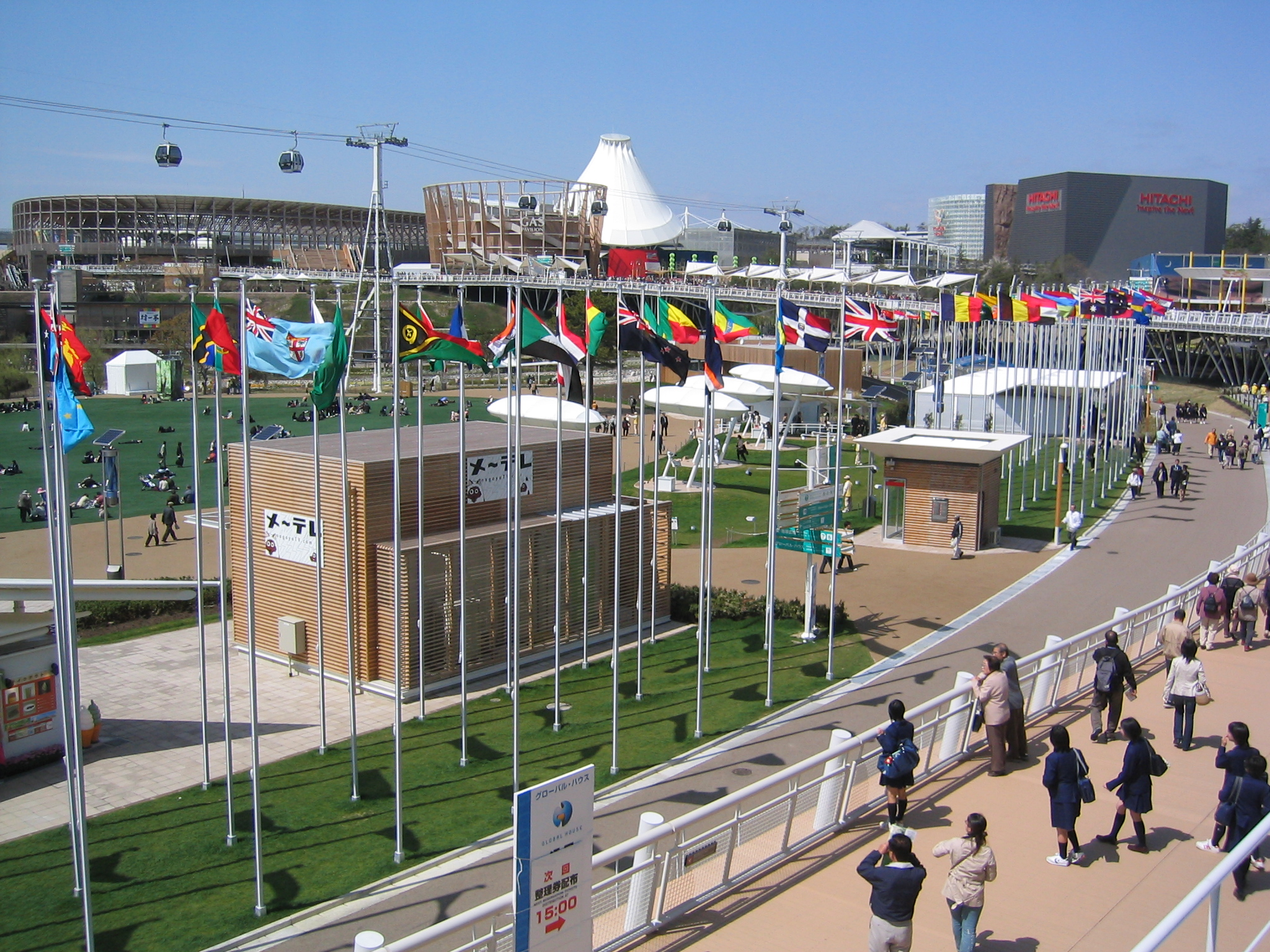
Expo 2005

Aquestes són les poblacions de cada districte:
| - Aichi - Nagakute - Togou - Ama - Hachikai - Jimokuji - Jushiyama - Kanie - Miwa - Oharu - Saori - Saya - Shippo - Tatsuta - Tobishima - Yatomi - Atsumi - Atsumi - Chita - Agui - Higashiura - Mihama - Minamichita - Taketoyo | - Haguri - Kisogawa - Hazu - Hazu - Isshiki - Kira - Higashikamo - Asahi - Asuke - Inabu - Shimoyama - Hoi - Ichinomiya - Kozakai - Mito - Otowa - Kitashitara - Shitara - Toei - Tomiyama - Toyone - Tsugu | - Minamishitara - Horai - Tsukude - Nakashima - Heiwa - Sobue - Nishikamo - Fujioka - Miyoshi - Obara - Nishikasugai - Haruhi - Kiyosu - Nishibiwajima - Nishiharu - Shikatsu - Shinkawa - Toyoyama - Niwa - Fusou - Oguchi - Nukata - Kota - Nukata |

## Economia
El pes industrial d'Aichi és el més elevat de totes les prefectures del Japó: la prefectura és coneguda com el centre de les indústries automobilístiques i aeroespacials japoneses. Entre les principals indústries d'Aichi es poden destacar:
- Aisin Seiki (Kariya)
- Brother Industries, Ltd. (Nagoya)
- Central Japan Railway Company (Nagoya)
- Makita Corporation (Anjō)
- Matsuzakaya (Nagoya)
- Nagoya Railroad (Nagoya)
- Nippon Sharyo (Nagoya)
- Noritake (Nagoya)
- Toyota Motor Corporation (Toyota (ciutat))

Companyies com Daimler Chrysler, Fuji Heavy Industries, Mitsubishi Motors, Pfizer, Sony, Suzuki i Volkswagen també tenen plantes operatives a Aichi.

## Fills il·lustres
- Toshihide Maskawa (1940) físic, Premi Nobel de Física de l'any 2008.

## Demografia
El 2001 la població de la prefectura d'Aichi era d'un 50,03% d'homes i un 49,97% de dones.
139.540 residents, prop del 2% de la població de la prefectura, són de nacionalitat forana.
| Edat       | % Població | % Homes | % Dones |
| ---------- | ---------- | ------- | ------- |
| 0 - 9      | 10.21      | 10.45   | 9.96    |
| 10 - 19    | 10.75      | 11.02   | 10.48   |
| 20 - 29    | 15.23      | 15.71   | 14.75   |
| 30 - 39    | 14.81      | 15.31   | 14.30   |
| 40 - 49    | 12.21      | 12.41   | 12.01   |
| 50 - 59    | 15.22      | 15.31   | 15.12   |
| 60 - 69    | 11.31      | 11.22   | 11.41   |
| 70 - 79    | 6.76       | 6.01    | 7.52    |
| + de 80    | 3.12       | 2.01    | 4.23    |
| desconegut | 0.38       | 0.54    | 0.23    |